# Pseudorectes
Pseudorectes är ett fågelsläkte i familjen visslare inom ordningen tättingar: Släktet omfattar endast två arter som förekommer på Nya Guinea:
- Vitnäbbad visslare (P. incertus)
- Vitögd visslare (P. ferrugineus)

Tidigare betraktades de vara en del av släktet Pitohui som visat sig vara gravt parafyletiskt där arterna idag tillhör tre olika fågelfamiljer. De har dock alla gemensamt den i fågelvärlden udda egenskapen att vara giftiga.